# Zeder
Zeder és una pel·lícula de terror italiana del 1983 dirigida per Pupi Avati, protagonitzada per Gabriele Lavia. La història tracta sobre el descobriment d'un jove novel·lista dels escrits d'un científic difunt que havia trobat un mitjà per reviure els morts.

## Argument
El 1956, Gabriella (Veronica Moriconi), una noia amb aparents poders psíquics, és portada a l'enorme casa del Dr. Meyer (Cesare Barbetti) a Chartres, França. Meyer té la intenció de dur a terme un experiment posant a prova les seves habilitats. La porta al seu soterrani, on la jove cau de genolls de cop i comença a cavar a la terra. "Aquí és on t'amagues, no?" Crida la Meyer. Ell es precipita escales amunt per demanar ajuda als seus ajudants i deixa la Gabriella sola. És atacada per alguna cosa que no es veu i és traslladada a l'hospital. Al soterrani, una excavació posterior revela un cadàver podrit, amb una cartera propera que identifica l'home mort com a Paolo Zeder. El Dr. Meyer s'adona que la terra on Zeder va ser enterrat era una "Zona K".
A l'actual Bolonya, Stefano (Gabriele Lavia), un novel·lista, rep una vella màquina d'escriure com a regal d'aniversari de la seva dona Alessandra (Anne Canovas). Una nit, després que l'Alessandra s'hagi anat a dormir, descobreix una sèrie de cartes mecanografiades a la cinta de la màquina d'escriure. Mentre llegeix la cinta, descobreix que és un assaig escrit pel científic Paolo Zeder que parla de l'existència de les zones K, zones on la mort deixa d'existir. Segons l'assaig de Zeder, els cossos enterrats en aquestes zones poden tornar d'entre els morts.
Stefano investiga el missatge deixat a la cinta de la màquina d'escriure. Es troba amb persones que deixen clar que no agraeixen cap pregunta relacionada amb Paolo Zeder o K-Zones. Tanmateix, la resistència que experimenta l'intriga encara més. S'obsessiona per obtenir respostes al misteri i abandona temporalment la seva dona. La seva investigació el porta a una enorme propietat antiga, aparentment abandonada però protegida per tanques electrificades. Un encarregat d'una estació de servei propera li diu a Stefano que els inversors francesos estan construint un hotel gegantí a la propietat, però mai no s'ha vist que s'estigués treballant.
Stefano s'endinsa a la propietat i descobreix equips de vigilància amb nombrosos monitors que mostren la cara morta d'un home enterrat en un taüt. Stefano mira els monitors. El mort és Don Luigi Costa, un exsacerdot que va abandonar els seus vots després de contreure una malaltia incurable. Continuant amb el treball de Zeder, Costa es va fer enterrar a la propietat, una presumpta zona K, i el seu renaixement d'entre els morts és captat a la càmera. Stefano aconsegueix eludir els conspiradors implicats en el treball experimental, però descobreix que la seva dona ha estat assassinada per ells. A la nit, Stefano l'enterra en una K-Zone situada a la propietat abandonada. Ella reviu i s'acosta al seu marit. A la foscor, Stefano comença a cridar horriblement.

## Repartiment
- Gabriele Lavia com a Stefano
- Anne Canovas com a Alessandra
- Paola Tanziani com a Gabriella Goodman
- Cesare Barbetti com el Dr. Meyer
- Bob Tonelli com a Uomo di Chartres
- Ferdinando Orlandi com Giovine
- Enea Ferrario com a Mirko
- John Stacy com el professor Chesi
- Alessandro Partexano com a tinent de policia. Silvestre
- Marcello Tusco com el Doctor Melis
- Carlo Schincaglia com a Don Luigi Costa
- Veronica Moriconi com la jove Gabriella
- Enrico Ardizzone com a Benni
- Maria Teresa Tofano com a Anna
- Andrea Montuschi com a inspector Bouffet
- Aldo Sassi com a Don Mario
- Adolfo Belletti com a Don Emidio
- Paolo Bacchi com a secretari del Sr. Big
- Imelde Marani com a infermera

## Producció
Tot i que les seqüències d'obertura estan ambientades a Chartres, el rodatge realment va tenir lloc a Villa Flora a Bolonya. Altres plans es van fer a la Zona de Ferrara i a la Romanya entre Milano Marittima i Rimini.

## Llançament
Tot i que inicialment es va estrenar el febrer de 1983, Zeder es va distribuir en cinemes a Itàlia per Gaumont el 10 d'agost de 1983. La pel·lícula va recaptar un total de 334 milions de lires italianes a Itàlia.
Zeder es va distribuir als Estats Units amb el títol Revenge of the Dead per Motion Picture Marketing el 8 de maig de 1984. Aquesta versió va ser molt editada. Va ser llançada en DVD als Estats Units per Image Entertainment.El 2016 la pel·lícula es va estrenar en blu-ray sota el títol original Zeder i sense tallar a través del segell independent Code Red DVD.

## Recepció
Escrivint a The Zombie Movie Encyclopedia, l'acadèmic Peter Dendle va dir: "Tot i que els valors d'actuació, direcció i producció de l'elegant misteri italià d'Avati són sòlids, només la forta acumulació de la primera meitat es deteriora en irresolució i incoherència."  Glenn Kay, qui va escriure a Zombie Movies: The Ultimate Guide, va dir que la pel·lícula "és una mica intentar generar suspens i no rebutjar completament el seu públic".